# Insurgência do Exército de Resistência do Senhor
A insurgência do Exército de Resistência do Senhor é uma campanha guerrilheira contínua travada pelo grupo insurgente Exército de Resistência do Senhor (ERS) desde 1987. Atualmente, há atividade de baixo nível da ERS no leste da República Democrática do Congo e na República Centro-Africana. O movimento é liderado por Joseph Kony, que se proclama o "porta-voz" de Deus e um médium espiritual. O objetivo atual do ERS é derrubar o governo de Yoweri Museveni em Uganda e estabelecer um estado teocrático baseado em uma versão dos Dez Mandamentos e na tradição Acholi.
O ERS é classificada como uma organização terrorista nos Estados Unidos, e vários de seus líderes são procurados pelo Tribunal Penal Internacional (TPI), cuja promotoria acusa a mílicia fundamentalista por amplas violações dos direitos humanos, incluindo mutilação, tortura, escravidão, estupro, sequestro de civis, uso de crianças soldados e vários massacres. Até 2004, a ERS havia sequestrado mais de 20.000 crianças, 1,5 milhão de civis haviam sido deslocados e cerca de 100.000 civis estimados foram mortos.